# بسلیا
بسلیا (به عربی: بسلیا) یک روستا در سوریه است که در ناحیه ارمناز واقع شده‌است. بسلیا ۹۲۴ نفر جمعیت دارد.